# Athit Louanglath
Athit Louanglath (laotisch: ອາທິດ ຫຼວງລາດຳ; * 18. Mai 2004) ist ein laotischer Fußballspieler.

## Karriere

### Verein
Athit Louanglath steht seit 2023 beim laotischen Erstligisten Ezra FC in der Hauptstadt Vientiane unter Vertrag. Sein Erstligadebüt gab Louanglath am 18. Februar 2023 (1. Spieltag) im Auswärtsspiel gegen den Viengchanh FC. Bei der 2:1-Niederlage er in der Startelf und wurde nach der Halbzeitpause gegen Lavi Somthongkham ausgewechselt. In seiner ersten Saison bestritt er zwölf Ligaspiele, in denen er vier Tore erzielte.

### Nationalmannschaft
Athit Louanglath spielte 2022 viermal in der laotischen U20-Nationalmannschaft.